# Nobuo Kawakami
Nobuo Kawakami (jap. 川上 信夫, Kawakami Nobuo; * 4. Oktober 1947 in der Präfektur Saitama) ist ein ehemaliger japanischer Fußballspieler.

## Nationalmannschaft
1970 debütierte Kawakami für die japanische Fußballnationalmannschaft. Kawakami bestritt 41 Länderspiele.

## Errungene Titel
- Japan Soccer League: 1972
- Kaiserpokal: 1972, 1975

## Persönliche Auszeichnungen
- Japan Soccer League Best Eleven: 1972, 1975